# 日本ヨハン・シュトラウス協会管弦楽団
日本ヨハン・シュトラウス協会管弦楽団(にほんよはん・しゅとらうすきょうかいかんげんがくだん)は主にウィンナ・ワルツを演奏することを目的に活動する日本のアマチュア・オーケストラ。

## 活動
- 年に1度、定期演奏会を開いている。
- 演目は主にシュトラウス家やカール・ミヒャエル・ツィーラー、フランツ・レハールなどが作曲したウィンナ・ワルツを中心であり、演奏頻度の低い曲や日本初演となる曲を積極的に演奏している。

## 歴史
- 1978年9月3日、日本ヨハン・シュトラウス協会の会員が「シュトラウス・アンサンブル」を創立。ヴァイオリン、フルート、クラリネット、ホルン、ピアノ、マンドリン、ギターから成る10名の楽員で構成されていた。
- 1979年7月、第1回演奏会を開催。ヨハン・シュトラウス2世のポルカ・フランセーズ「陽気に」Op.301、ポルカ・マズルカ「女性賛美」Op.315、ワルツ「ど真ん中！」Op.387、ポルカ・マズルカ「シルフ（空気の精）」Op.309、ポルカ・フランセーズ「エピソード」Op.296の5曲を日本初演。

- 2005年5月、日本ヨハン･シュトラウス協会創立30周年を記念して、会員の主宰するマリンバ五重奏団「アンサンブル・デュブラン」が客演。
- 2005年7月、音楽の友2005年8月号に活動が掲載される。
- 2016年6月、初の海外公演を行う。（ウィーン楽友協会ブラームスザール）

## 日本初演曲リスト

### ヨハン・シュトラウス2世
- ワルツ「記念の詩」Op.1（第21回演奏会　1999年5月9日）
- 「デビュー・カドリーユ」Op.2（第28回演奏会　2006年5月14日）
- 「キュテレイア・カドリーユ」Op.6（第33回演奏会　2011年5月15日）
- バッカス・ポルカ Op.38（第5回演奏会　1983年5月22日）
- ガイセル紙の糾弾ポルカ Op.60（第44回演奏会　2022年5月15日）
- 冗談ポルカ Op.72（第2回演奏会　1980年5月17日）
- 「ワルシャワ・ポルカ」Op.84（第41回演奏会　2019年5月26日）
- ポルカ「ハイリゲンシュタットのランデヴー」Op.78（第38回演奏会　2016年5月8日）
- ワルツ「マキシング荘の踊り」Op.79（第35回演奏会　2013年5月26日）
- ワルツ「蛍」Op.82（第34回演奏会　2012年5月27日）
- ワルツ「牧歌」Op.95（第37回演奏会　2015年5月24日）
- 「プロムナード・カドリーユ」Op.98（第34回演奏会　2012年5月27日）
- ワルツ「てんとう虫」Op.99（第36回演奏会　2014年5月25日）
- ワルツ「メフィストの地獄の叫び」Op.101（第13回演奏会　1991年5月12日）
- アルビオン・ポルカ Op.102（第8回演奏会　1986年5月18日）
- ポルカ「花祭り」Op.111（第8回演奏会　1986年5月18日）
- ポルカ「すみれ」Op.132（第2回演奏会　1980年5月17日）
- ポルカ「無邪気な子供」Op.202（第39回演奏会　2017年5月28日）
- ワルツ「温泉」Op.245（第15回演奏会　1993年5月9日）
- 「椿のポルカ」Op.248（第19回演奏会　1997年5月11日）
- 「同盟行進曲」Op.287（第15回演奏会　1993年5月9日）
- ワルツ「山から」Op.292（第8回演奏会　1986年5月18日）
- ポルカ・シュネル「訴訟ポルカ」Op.294（第7回演奏会　1985年5月19日）
- ワルツ「市民の心」Op.295（第27回演奏会　2005年5月8日）
- ポルカ・フランセーズ「エピソード」Op.296（第1回演奏会　1979年7月14日）
- ポルカ・シュネル「電気盆」Op.297（第4回演奏会　1982年5月23日）
- ポルカ・フランセーズ「陽気に」Op.301（第1回演奏会　1979年7月14日）
- ポルカ・フランセーズ「イヌサフラン」Op.302（第21回演奏会　1999年5月9日）
- 「田園舞踏会カドリーユ」Op.303（第27回演奏会　2005年5月8日）
- ポルカ・フランセーズ「子供の遊び」Op.304（第16回演奏会　1994年5月8日）
- ポルカ・フランセーズ「夫人の贈物」Op.305（第3回演奏会　1981年5月16日）
- ワルツ「市民の歌」Op.306（第25回演奏会　2003年5月18日）
- ポルカ・シュネル「狩りの合図」Op.308（第28回演奏会　2006年5月14日）
- ポルカ・マズルカ「シルフ（空気の精）」Op.309（第1回演奏会　1979年7月14日）
- ポルカ・マズルカ「気晴らし」Op.310（第29回演奏会　2007年5月27日）
- ポルカ・シュネル「特急」Op.311（第30回演奏会　2008年5月11日）
- ポルカ・フランセーズ「野火」Op.313（第15回演奏会　1993年5月9日）
- ポルカ・マズルカ「女性賛美」Op.315（第1回演奏会　1979年7月14日）
- ワルツ「電信」Op.318（第19回演奏会　1997年5月11日）
- フィガロ・ポルカ Op.320（第18回演奏会　1996年5月12日）
- ポルカ・マズルカ「心と魂」Op.323（第6回演奏会　1984年5月13日）
- 「幸福の第一日カドリーユ」Op.327（第30回演奏会　2008年5月11日）
- ワルツ「イラストレーション」Op.331（第9回演奏会　1987年5月24日）
- ワルツ「国王賛歌」Op.334（第21回演奏会　1999年5月9日）
- ポルカ「証券取引所から」Op.337（第7回演奏会　1985年5月19日）
- 「ルイーズ・ポルカ」Op.339（第21回演奏会　1999年5月9日）
- ワルツ「新しいウィーン」Op.342（第25回演奏会　2003年5月18日）
- 祝典ポロネーズ Op.352（第14回演奏会　1992年5月17日）
- ワルツ「おお、美しき五月！」Op.375（第9回演奏会　1987年5月24日）
- ワルツ「ど真ん中！」Op.387（第1回演奏会　1979年7月14日）
- ワルツ「北海の絵」Op.390（第26回演奏会　2004年5月16日）
- ポルカ・フランセーズ「ヴィオレッタ」Op.404（第3回演奏会　1981年5月16日）
- ポルカ・マズルカ「占い女」Op.420（第10回演奏会　1988年5月15日）
- ワルツ「ドナウの乙女」Op.427（第26回演奏会　2004年5月16日）
- ワルツ「大ウィーン」Op.440（第27回演奏会　2005年5月8日）
- ワルツ「東洋の物語」Op.444（第21回演奏会　1999年5月9日）
- ドイッチェマイスター祝典行進曲 Op.470（第6回演奏会　1984年5月13日）
- ライムント時代の思い出 Op.479（第10回演奏会　1988年5月15日）
- 「イシュル・ワルツ（遺作ワルツ第1番）」（第22回演奏会　2000年5月20日）
- ワルツ「グリーティング・トゥ・アメリカ」（第12回演奏会　1990年5月13日）
- ワルツ「フェアウエル・トゥ・アメリカ」（第13回演奏会　1991年5月12日）
- 喜歌劇「目隠し遊び」接続曲（第23回演奏会　2001年5月6日）
- バレエ音楽「シンデレラ」序曲（第31回演奏会　2009年5月17日）

### ヨーゼフ・シュトラウス
- ワルツ「愛の真珠」Op.39（第29回演奏会　2007年5月27日）
- ワルツ「剣と竪琴」Op.71（第14回演奏会　1992年5月17日）
- ポルカ・シュネル「ごちゃまぜ」Op.161（第28回演奏会　2006年5月14日）
- ポルカ・フランセーズ「糸を紡ぐ女」Op.192（第19回演奏会　1997年5月11日）

### エドゥアルト・シュトラウス
- 「匂いすみれ」Op.129（第46回演奏会　2024年5月12日）
- ワルツ「蛍」Op.161（第20回演奏会　1998年5月5日）
- ポルカ・シュネル「軽やかに、匂やかに」Op.206（第45回演奏会　2023年5月28日）

### フランツ・レハール
- 行進曲「さあ、やるぞ！」Op.17（第33回演奏会　2011年5月15日）
- アドリア・ワルツ（第3回演奏会　1981年5月16日）
- 喜歌劇「3人の妻を持った男」より（第4回演奏会　1982年5月23日）

### ヨハン・シュランメル
- ワルツ「ウィーン訛り」op.124（第7回演奏会　1985年5月19日）

### オスカー・シュトラウス
- 喜歌劇「勇敢な兵士」ワルツ「TIRALALA」（第6回演奏会　1984年5月13日）

### カレル・コムザーク3世
- ワルツ「ミュンヘンの子供たち」Op.286（第20回演奏会　1998年5月5日）

### イムレ・カールマン
- ワルツ「村の子供」（第11回演奏会　1989年5月15日）

### パウル・リンケ
- パウル・リンケ　ナキリ・ワルツ（第12回演奏会　1990年5月13日）